# Шамбордон, Жан-Клод
Жан-Клод Шамбордон (фр. Jean-Claude Chamboredon, 13 октября 1938, Бандоль — 30 марта 2020[…], Ле-Пре-Сен-Жерве) — французский социолог.
Он окончил Высшую нормальную школу в Париже и впоследствии работал вместе с Пьером Бурдьё до 1981 года. Вместе с Бурдьё и Жан-Клодом Пассероном Шамбордон написал «Социологическое дело» в 1967 году. В дополнение к своим различным социологическим работам Шамбордон перевёл «Язык и социальные классы» Бэзила Бернштейна. 

## Публикации
- Un art moyen. Essai sur les usages sociaux de la photographie (1965)
- Le Métier de sociologue (1967)
- Développement économique et changement social. Classe sociale et changement social (1974)
- La philosophie de l'histoire et les sciences sociales (2005)
- Jeunesses et classes sociales (2015)
- Territoires, culture et classes sociales (2019)